# الا مایار
الا مایار (به انگلیسی: Ella Maillart) (۲۰ فوریه ۱۹۰۳، ژنو - ۲۷ مارس ۱۹۹۷، چندولین)(۳۰ بهمن ۱۲۸۱ تا ۷ فروردین ۱۳۷۶خ) جهانگرد نویسنده و عکاس سده ۲۰ (میلادی) اهل سوئیس است.

## اوایل زندگی
الا به‌عنوان تنها فرزند یک تاجر ثروتمند پوست در ژنو متولد شد. پدرش سوئیسی و مادرش دانمارکی بودند. در سن ۲۰ سالگی او و یکی از دوستانش از کن به Corsica رفتند، سپس به ساردینیا، سیسیل و یونان رفتند. در المپیک تابستانی ۱۹۲۴ به‌عنوان ملوان در مسابقات المپیک شرکت کرد که در آن تنها رقیب زن بود و از ۱۷ نفر نهم شد. در این زمان او همچنین کاپیتان تیم هاکی روی زمین زنان سوئیس بود و یک اسکی بازبین‌المللی بود.

### حرفه
از دهه ۱۹۳۰ به‌بعد وی سال‌ها به‌جستجوی جمهوری‌های مسلمان اتحاد جماهیر شوروی سوسیالیستی شوروی، و همچنین سایر مناطق آسیا پرداخت و مجموعه‌ای غنی از کتاب‌ها را منتشر کرد، کتاب‌هایی که به‌عنوان عکس‌های او امروزه به عنوان شهادت تاریخی ارزشمند در نظر گرفته می‌شوند.
Turkestan Solo (تنها در ترکستان) سفری را در سال ۱۹۳۲م (۱۳۱۱خ) در ترکستان شوروی توصیف می‌کند. عکس‌های این سفر اکنون در بخش الا مایار موزه تاریخی کاراکول نمایش داده می‌شود.
در سال ۱۹۳۴م (۱۳۱۳خ)، روزنامه فرانسوی Le Petit Parisien او را برای گزارش در مورد وضعیت تحت اشغال ژاپن به منچوری فرستاد. در آنجا بود که او با پیتر فلمینگ، نویسنده و خبرنگار مشهور روزنامه تایمز، ملاقات کرد و با او همکاری کرد تا از پکن به سرینگر (۳۵۰۰ مایل) از چین عبور کند، بیشتر مسیر از طریق مناطق بیابانی متخاصم و هیمالیای شیب دار است. این سفر در فوریه سال ۱۹۳۵ آغاز شد و هفت ماه طول کشید، که شامل سفر با قطار، کامیون، پیاده، اسب و عقب بود. هدف آن‌ها تشخیص آنچه در سین کیانگ (در آن زمان با نام سینکیانگ یا ترکستان چین نیز شناخته می‌شد) بود که در آن شورش کومول به پایان رسیده بود. مایار و فلمینگ با نیروهای مسلمان هوی ژنرال ما هوشن دیدار کردند. بعداً او این سفر را در کتاب سفر ممنوع خود ثبت کرد.
در سال ۱۹۳۷ (۱۳۱۶خ) مایار برای گزارش پیت پاریسین برای گزارش در مورد افغانستان، ایران و ترکیه به آسیا بازگشت، در حالی که در سال ۱۹۳۹ (۱۳۱۸خ) و در آستانه جنگ جهانی دوم با همراهی نویسنده سوئیسی، آنه‌ماری شوارتزنباخ، از ژنو به کابل سفر کرد. «the cruel way» عنوان کتاب مایار در مورد این تجربه است که با شروع جنگ جهانی دوم کوتاه شد.
او سال‌های جنگ را در جنوب هند گذراند، از معلمان مختلف در مورد Advaita Vedanta، یکی از مدارس فلسفه هندو، یادگرفت. در بازگشت به سوئیس در سال ۱۹۴۵، او در ژنو و در Chandolin، یک روستای کوهستانی در کوه‌های آلپ سوئیس زندگی کرد. او تا اواخر زندگی به اسکی ادامه داد و آخرین بار در سال ۱۹۸۶ به تبت بازگشت.

## میراث
دست نوشته‌ها و اسناد الامایلارت در Bibliothèque de Genève (کتابخانه شهر ژنو) نگهداری می‌شود، کارهای عکاسی وی در موزه لیزه در لوزان سپرده می‌شود و فیلم‌های مستند (در مورد افغانستان، نپال و هند جنوبی) بخشی از مجموعه بایگانی فیلم سوئیس در لوزان سوئیس. 
فیلم‌هایی که او در سفر به ایران ثبت کرده، از کهن‌ترین نمونه‌های رنگی به‌جامانده از زندگی مردم و فضای کوچه و بازار ایران در آن دوران به شمار می‌روند. در میان این آثار، قدیمی‌ترین فیلم رنگی از خیابان‌های مشهد و حرم امام رضا (ع) نیز دیده می‌شود. مایار، به دلیل نداشتن مجوز فیلم‌برداری، دوربین خود را زیر لباسش پنهان کرده بود. شاید همین ناآگاهی مردم از حضور دوربین باعث شده باشد که تصاویر، بازتابی واقعی و بی‌پیرایه از زندگی روزمره آن زمان باشند.

### کتاب‌ها
1. Turkestan Solo (تنها در ترکستان): سفر یک زن از تین شبه قزل قوم (سفر او از مسکو به قرقیزستان و ازبکستان در سال ۱۹۳۲)
2. Forbidden Journey (سفر ممنوع): از پکن به کشمیر (سفر او در سراسر آسیا با پیتر فلمینگ در سال ۱۹۳۵)
3. Gypsy Afloat (کولی بر امواج)  (روایتی از سال‌های حضور در دریا)
4. Cruises and Caravans (کشتی‌ها و کاروان‌ها) (روایت زندگینامه‌ای)
5. The Cruel Way (مسیر مرگبار/راه بی‌رحم) (سفرنامه از ژنو تا کابل با همراهی آن‌ماری شوارتزنباخ)
6. Ti-Puss (داستان سال‌های او در هند با یک گربه ببر به عنوان همراه او)
7. The Land of the Sherpas (سرزمین شرپاها) (عکس‌ها و متون مربوط به اولین برخورد وی با نپال در سال ۱۹۵۱)

### آثار به زبان فرانسه
1. Parmi la jeunesse russe - De Moscou au Caucase (دربارهٔ اقامت وی در مسکو و عبور از قفقاز در سال ۱۹۳۱)
2. La vie immédiate (عکس‌ها و متن‌های Ella Maillart توسط Nicolas Bouvier)
3. Ella Maillart au Népal (عکس‌های گرفته شده در سال ۱۹۵۱ و ۱۹۶۵ هنگام مسافرت به اردوگاه اصلی کوه اورست)
4. Cette réalité que j'ai پورchassée (نامه‌هایی به پدر و مادرش، ۱۹۲۵–۱۹۴۱)
5. Ella Maillart sur les lines de l'Orient (خاطره انگیزترین عکس‌هایی که در طول سفر گرفته‌است)
6. Chandolin d'Anniers (عکس‌ها و متن‌هایی در مورد دهکده کوهستانی او)
7. Envoyée spéciale en Manchourie (مجموعه مقالاتی که در سال ۱۹۳۴ برای روزنامه فرانسوی Le Petit Parisien نوشته شده‌است)

### فیلم‌ها (فقط به زبان فرانسه)
1. الا مایار، écrivain. Unrereen avec Bertil Galland، ۵۴ دقیقه، رفع اشکال Les Films Plans، لوزان، ۱۹۸۴
2. Ella Maillart chez Bernard Pivot (پذیرش تعهدات طولانی مدت)، INA، فرانسه، ۱۹۸۹
3. Entretiens avec Ella Maillart: Le Monde mon heéritage (مصاحبه‌های رادیویی و فیلم Les i

## ترجمه به فارسی
1. سیر مرگبار، ترجمه «the cruel way»، سفرنامه ایران و افغانستان، مترجم: افتخار نبوی‌نژاد، تهران، نشر برگ زیتون، ۱۳۷۸، ۳۲۰صفحه.[۲]
2. مسیر مرگبار، ترجمه «the cruel way»، سفرنامه ایران و افغانستان، مترجم: افتخار نبوی‌نژاد، تهران، نشر ثالث، ۱۴۰۱، ۳۲۸ صفحه.[۳]

## نگارخانه

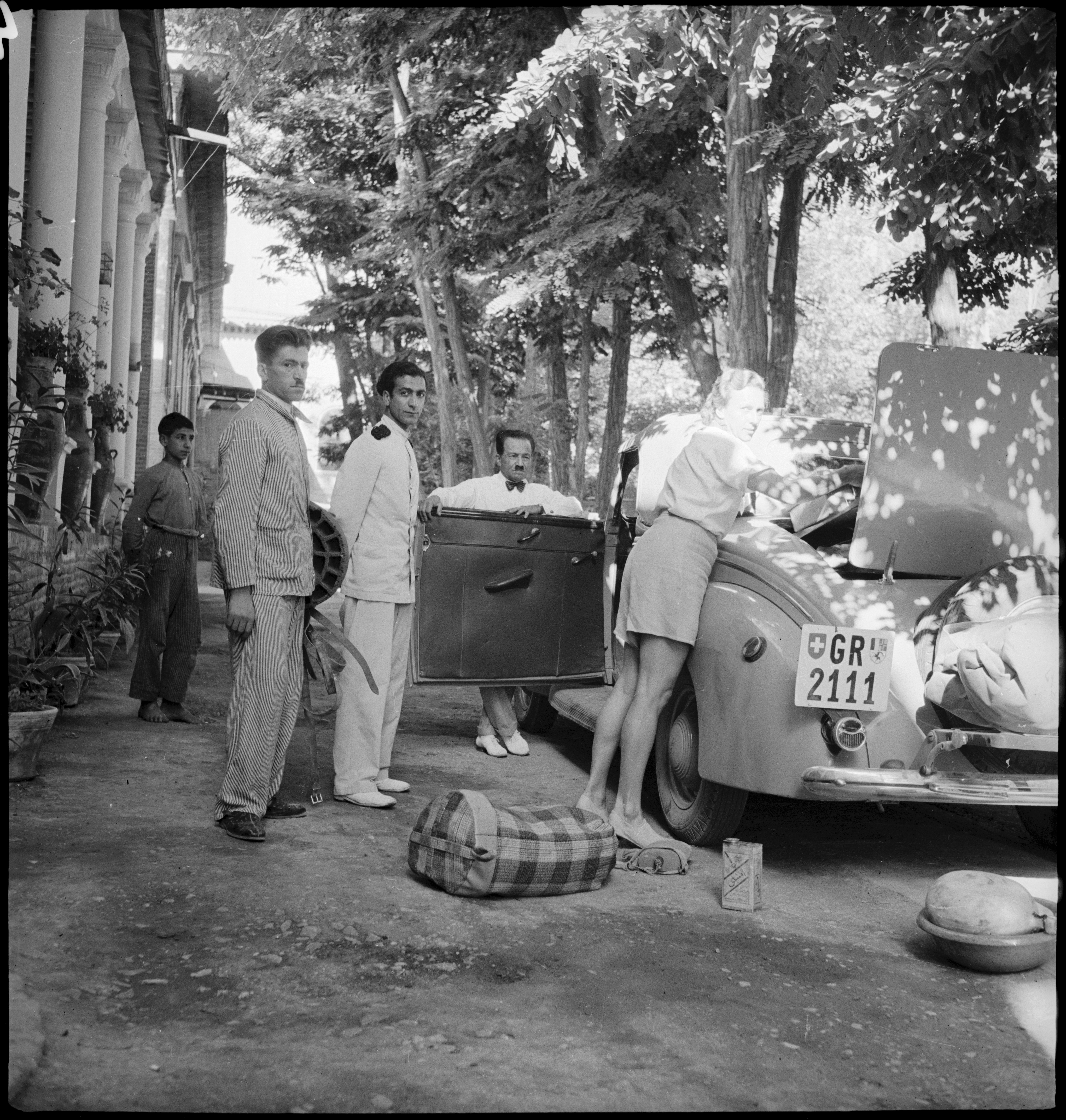
الا مایار در مشهد، ایران ۱۹۳۹ یا ۱۹۴۰ میلادی.